# Templo G (Selinunte)
Templo G (en italiano: Tempio G) es el nombre dado a un antiguo templo griego en Selinunte, en Castelvetrano, Sicilia, Italia. No se sabe con certeza cuál era su deidad, pero se cree que estaba dedicado a Zeus.

## Historia
La construcción del santuario, conocido como Templo G, comenzó a finales del  período arcaico, alrededor del año 500 a. C. Todavía estaba en curso cuando los cartagineses destruyeron la ciudad en el 409 a. C. Al parecer, la construcción no continuó después de esto, por lo que el templo nunca se completó.

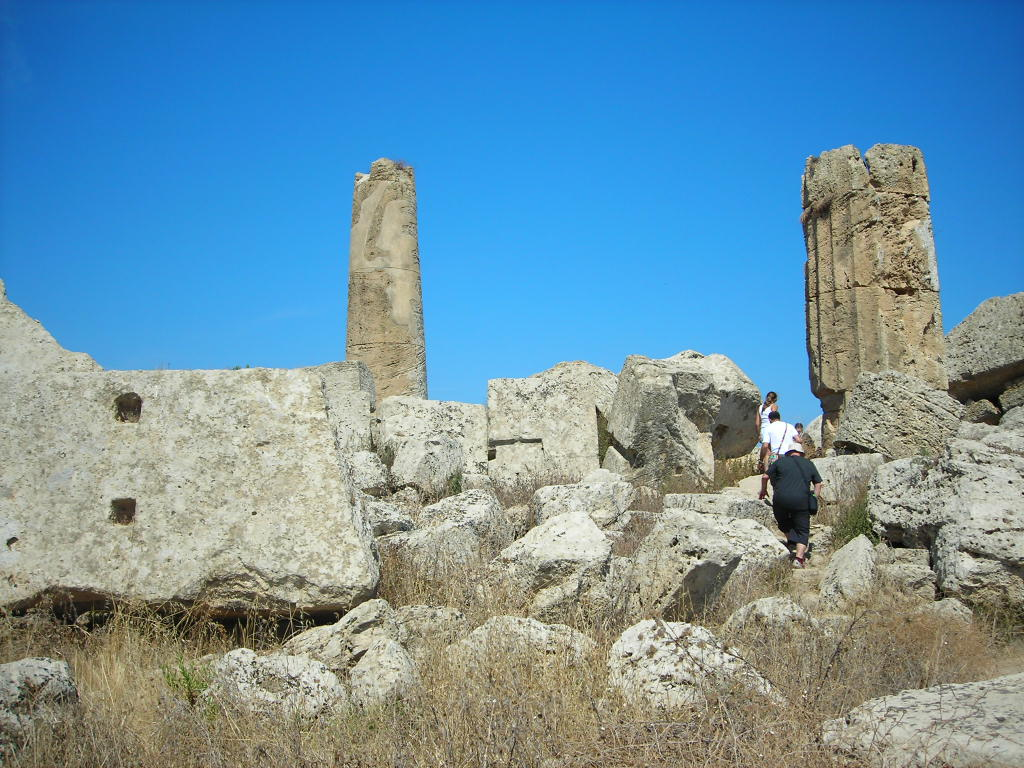
Restos del templo.

En la actualidad se suele considerar que el templo está dedicado a Zeus, pero en el pasado también se propuso como templo de Apolo. Debido a la incertidumbre de su identificación, el edificio se conoce generalmente en las investigaciones por su grafía tradicional, al igual que los demás templos de Selinunte.

## Descripción
Estaba situado en la llamada colina oriental, al este de la acrópolis de Selinunte, fuera de la ciudad propiamente dicha. Era el más septentrional de los tres templos de la colina; los otros se conocen hoy como Templo E y Templo F.
Es un templo de estilo dórico pseudodíptero, con ocho columnas en los lados cortos y 17 en los largos. El estilóbato mide aproximadamente 50,1 × 110,4 m. Por tanto, era más largo que el Templo de Zeus Olímpico de Agrigento, pero no tan ancho.
Su tamaño lo convierte en uno de los cuatro templos más grandes del mundo griego. El número de columnas, ocho en los lados cortos y 17 en los largos, sólo se encuentra, por lo demás, en el Partenón de la Atenas. La altura de las columnas del templo era de unos 16,3 m y el diámetro en la parte inferior de unos 3,4 m. El peso de una sola columna era de unas 100 toneladas.
Tenía un pronaos con un pórtico en la fachada, de cuatro columnas de ancho y seis columnas en total, y un gran naos. Desde el pronaos se accedía a la naos por tres puertas, dividida en tres tramos por dos filas de diez columnas. Encima de estas columnas había otras más pequeñas que sostenían el techo. La nave central era un hípetro, es decir, no tenía techo. En el extremo de la nave central había un ádyton, que era una solución original. En el extremo occidental del templo había un opistodomos con dos columnas en la parte delantera.
Presumiblemente, debido al largo periodo de construcción, el templo presenta peculiaridades arquitectónicas que pueden deberse a que los planos se modificaron durante la construcción. El extremo oriental del templo parece más arcaico y el occidental más clásico. El carácter incompleto se refleja, entre otras cosas, en el hecho de que las columnas del templo no estaban completamente estriadas, es decir, no todas tienen acanaladuras. En la actualidad, los restos del templo forman un gigantesco montón de ruinas. Una de las columnas sigue en pie, tras haber sido restaurada en 1832. Las proporciones del templo quedan bien ilustradas por el gran tamaño de las piedras de construcción.
Las piedras de construcción procedían de una cantera encontrada en la actual Cusa, a unos nueve km al noroeste de Selinunte, en la Vía Láctea. En el yacimiento aún se conservan tambores de columnas inacabados, hechos de la misma piedra que el templo G y que guardan las mismas proporciones que éste.

Panorámica de las ruinas

## Anastilosis
Durante años ha habido un intenso debate entre los arqueólogos sobre la llamada anastilosis del Templo G, es decir, su reconstrucción con elementos totalmente originales. Esta hipótesis, a la que se oponen algunas personalidades de la arqueología, había sido defendida en cambio en el pasado por el arqueólogo Sebastiano Tusa. Las investigaciones comenzaron en 2010, dirigidas por el arqueólogo Mario Luni y con la colaboración de Valerio Massimo Manfredi: de esa época data un primer modelo virtual de anastilosis de todo el edificio.
Posteriormente, incluso Vittorio Sgarbi, como consejero del Patrimonio Cultural de Sicilia, había planteado la hipótesis de la anastilosis del Templo G con una financiación enteramente confiada a patrocinadores privados. Sin embargo, incluso tras la polémica, esto nunca llegó a materializarse. En 2022, la Región de Sicilia, por impulso de Alberto Samonà, consejero regional para los Bienes Culturales, anunció que un grupo de trabajo de arqueólogos compuesto por Valerio Massimo Manfredi, Claudio Parisi Presicce y Oscar Mei llevaba más de un año trabajando y había financiado el proyecto, que preveía la restauración y recomposición de tres columnas gigantescas del lado sur del templo, cuyos elementos estructurales serían identificados. Columnas que en el proyecto de la Región de Sicilia serán levantadas y reubicadas con sus capiteles.